# فوسون إنترناشيونال
فوسون إنترناشيونال (بالإنجليزية:Fosun International) (بالصينية:復星國際)، هي شركة صينية قابضة للإستثمار، أسست سنة 1992، وتقع مقرها في مدينة شنغهاي الصينية.